# Canton du Haut Dadou
Le canton du Haut Dadou est une circonscription électorale française du département du Tarn.

## Histoire
Un nouveau découpage territorial du Tarn entre en vigueur à l'occasion des premières élections départementales suivant le décret du 17 février 2014. Les conseillers départementaux sont, à compter de ces élections, élus au scrutin majoritaire binominal mixte. Les électeurs de chaque canton élisent au Conseil départemental, nouvelle appellation du Conseil général, deux membres de sexe différent, qui se présentent en binôme de candidats. Les conseillers départementaux sont élus pour 6 ans au scrutin binominal majoritaire à deux tours, l'accès au second tour nécessitant 12,5 % des inscrits au 1er tour. En outre la totalité des conseillers départementaux est renouvelée. Ce nouveau mode de scrutin nécessite un redécoupage des cantons dont le nombre est divisé par deux avec arrondi à l'unité impaire supérieure si ce nombre n'est pas entier impair, assorti de conditions de seuils minimaux. Dans le Tarn, le nombre de cantons passe ainsi de 46 à 23.
Le canton du Haut Dadou est formé de communes des anciens cantons de Alban (7 communes), de Villefranche-d'Albigeois (6 communes), de Montredon-Labessonnié (4 communes) et de Réalmont (14 communes). Avec ce redécoupage administratif, le territoire du canton s'affranchit des limites d'arrondissements, avec 27 communes incluses dans l'arrondissement d'Albi et 4 dans l'arrondissement de Castres. Le bureau centralisateur est situé à Réalmont.

## Représentation
| Période élective | Période élective | Mandat | Mandat   | Identité            | Nuance | Nuance | Qualité                                                                                              |
| ---------------- | ---------------- | ------ | -------- | ------------------- | ------ | ------ | --- |
| 2015             | 2021             | 2015   | 2021     | Françoise Bardou    |        | LR     | Employée de banque, Première adjointe au Maire de Réalmont jusqu'en 2020                             |
| 2015             | 2021             | 2015   | 2021     | Éric Pujol          |        | UDI    | Métallurgiste, maire de Marsal jusqu'en 2016                                                         |
| 2021             | 2028             | 2021   | en cours | Jean-Luc Cantaloube |        | DVG    | Agriculteur retraité, maire de Terre-de-Bancalié, Président de la Communauté de communes Centre Tarn |
| 2021             | 2028             | 2021   | en cours | Catherine Gely      |        | PS     | Assistante sociale, ancienne première adjointe au maire de Villefranche-d'Albigeois                  |

### Résultats détaillés

#### Élections de mars 2015
À l'issue du 1er tour des élections départementales de 2015, trois binômes sont en ballottage : Françoise Bardou et Éric Pujol (DVD, 40,58 %), Isabelle Calmet et Gérard Puech (Divers, 32,48 %) et Patrick Labit et Mireille Loprieno (FN, 26,94 %). Le taux de participation est de 63,78 % (8 659 votants sur 13 576 inscrits) contre 58,71 % au niveau départemental et 50,17 % au niveau national.
Au second tour, Françoise Bardou et Éric Pujol (DVD) sont élus avec 43,49 % des suffrages exprimés et un taux de participation de 64,78 % (3 614 voix pour 8 794 votants et 13 576 inscrits).

#### Élections de juin 2021
Le premier tour des élections départementales de 2021 est marqué par un très faible taux de participation (33,26 % au niveau national). Dans le canton du Haut Dadou, ce taux de participation est de 42,88 % (5 910 votants sur 13 784 inscrits) contre 39,08 % au niveau départemental. À l'issue de ce premier tour, deux binômes sont en ballottage : Jean-Luc Cantaloube et Catherine Gely (Union au centre et à gauche, 38,11 %) et Isabelle Calmet et Jean-Pierre Lefloch (DVG, 22,88 %).
Le second tour des élections est marqué une nouvelle fois par une abstention massive équivalente au premier tour. Les taux de participation sont de 34,36 % au niveau national, 39,14 % dans le département et 41,73 % dans le canton du Haut Dadou. Jean-Luc Cantaloube et Catherine Gely (Union au centre et à gauche) sont élus avec 56,58 % des suffrages exprimés (2 865 voix pour 5 752 votants et 13 785 inscrits),,.

## Composition
Lors du redécoupage de 2014, le canton du Haut Dadou comprenait trente-et-une communes entières.
À la suite de la création des communes nouvelles de Bellegarde-Marsal au 1er janvier 2016 et de Terre-de-Bancalié au 1er janvier 2019, le canton comprend désormais vingt-cinq communes entières.
| Nom                              | Code Insee | Intercommunalité                          | Superficie (km2) | Population (dernière pop. légale) | Densité (hab./km2) | Modifier                                    |
| -------------------------------- | ---------- | ----------------------------------------- | ---------------- | --------------------------------- | ------------------ | ------------------------------------------- |
| Réalmont (bureau centralisateur) | 81222      | CC Centre Tarn                            | 14,33            | 3 542 (2022)                      | 247                | modifier les données · modifier les données |
| Alban                            | 81003      | CC des Monts d'Alban et du Villefranchois | 9,82             | 949 (2022)                        | 97                 | modifier les données · modifier les données |
| Ambialet                         | 81010      | CC des Monts d'Alban et du Villefranchois | 30,04            | 470 (2022)                        | 16                 | modifier les données · modifier les données |
| Arifat                           | 81017      | CC Centre Tarn                            | 20,28            | 128 (2022)                        | 6,3                | modifier les données · modifier les données |
| Bellegarde-Marsal                | 81026      | CC des Monts d'Alban et du Villefranchois | 19,39            | 695 (2022)                        | 36                 | modifier les données · modifier les données |
| Curvalle                         | 81077      | CC des Monts d'Alban et du Villefranchois | 38,63            | 393 (2022)                        | 10                 | modifier les données · modifier les données |
| Fauch                            | 81088      | CC Centre Tarn                            | 17,32            | 604 (2022)                        | 35                 | modifier les données · modifier les données |
| Le Fraysse                       | 81096      | CC des Monts d'Alban et du Villefranchois | 29,63            | 420 (2022)                        | 14                 | modifier les données · modifier les données |
| Laboutarie                       | 81119      | CC Centre Tarn                            | 5,39             | 508 (2022)                        | 94                 | modifier les données · modifier les données |
| Lamillarié                       | 81133      | CC Centre Tarn                            | 13,95            | 510 (2022)                        | 37                 | modifier les données · modifier les données |
| Lombers                          | 81147      | CC Centre Tarn                            | 38,79            | 1 090 (2022)                      | 28                 | modifier les données · modifier les données |
| Massals                          | 81161      | CC des Monts d'Alban et du Villefranchois | 16,30            | 113 (2022)                        | 6,9                | modifier les données · modifier les données |
| Miolles                          | 81167      | CC des Monts d'Alban et du Villefranchois | 12,10            | 107 (2022)                        | 8,8                | modifier les données · modifier les données |
| Mont-Roc                         | 81183      | CC des Monts d'Alban et du Villefranchois | 14,18            | 192 (2022)                        | 14                 | modifier les données · modifier les données |
| Montredon-Labessonnié            | 81182      | CC Centre Tarn                            | 110,88           | 2 080 (2022)                      | 19                 | modifier les données · modifier les données |
| Mouzieys-Teulet                  | 81190      | CC des Monts d'Alban et du Villefranchois | 13,21            | 494 (2022)                        | 37                 | modifier les données · modifier les données |
| Orban                            | 81198      | CC Centre Tarn                            | 8,76             | 337 (2022)                        | 38                 | modifier les données · modifier les données |
| Paulinet                         | 81203      | CC des Monts d'Alban et du Villefranchois | 73,75            | 506 (2022)                        | 6,9                | modifier les données · modifier les données |
| Poulan-Pouzols                   | 81211      | CC Centre Tarn                            | 11,86            | 486 (2022)                        | 41                 | modifier les données · modifier les données |
| Rayssac                          | 81221      | CC des Monts d'Alban et du Villefranchois | 29,95            | 233 (2022)                        | 7,8                | modifier les données · modifier les données |
| Saint-André                      | 81240      | CC des Monts d'Alban et du Villefranchois | 7,27             | 102 (2022)                        | 14                 | modifier les données · modifier les données |
| Sieurac                          | 81287      | CC Centre Tarn                            | 8,72             | 263 (2022)                        | 30                 | modifier les données · modifier les données |
| Teillet                          | 81295      | CC des Monts d'Alban et du Villefranchois | 24,22            | 451 (2022)                        | 19                 | modifier les données · modifier les données |
| Terre-de-Bancalié                | 81233      | CC Centre Tarn                            | 84,14            | 1 728 (2022)                      | 21                 | modifier les données · modifier les données |
| Villefranche-d'Albigeois         | 81317      | CC des Monts d'Alban et du Villefranchois | 22,09            | 1 235 (2022)                      | 56                 | modifier les données · modifier les données |
| Canton du Haut Dadou             | 8113       |                                           | 675,00           | 17 636 (2022)                     | 26                 | modifier les données                        |

## Démographie
En 2022, le canton comptait 17 636 habitants, en évolution de +1,64 % par rapport à 2016 (Tarn : +2,52 %, France hors Mayotte : +2,11 %).
| 2013   | 2018   | 2022   |
| ------ | ------ | ------ |
| 17 057 | 17 513 | 17 636 |